# Aiguefonde
Aiguefonde település Franciaországban, Tarn megyében. Lakosainak száma 2507 fő (2022. január 1.). Aiguefonde Aussillon, Caucalières, Labruguière, Mazamet és Payrin-Augmontel községekkel határos.

## Népesség
A település népességének változása:
| Lakosok száma | 2574 | 2528 | 2575 | 2517 | 2511 | 2512 | 2507 | 2510 | 2507 |
|               | 2013 | 2015 | 2016 | 2017 | 2018 | 2019 | 2020 | 2021 | 2022 |